# Бісер

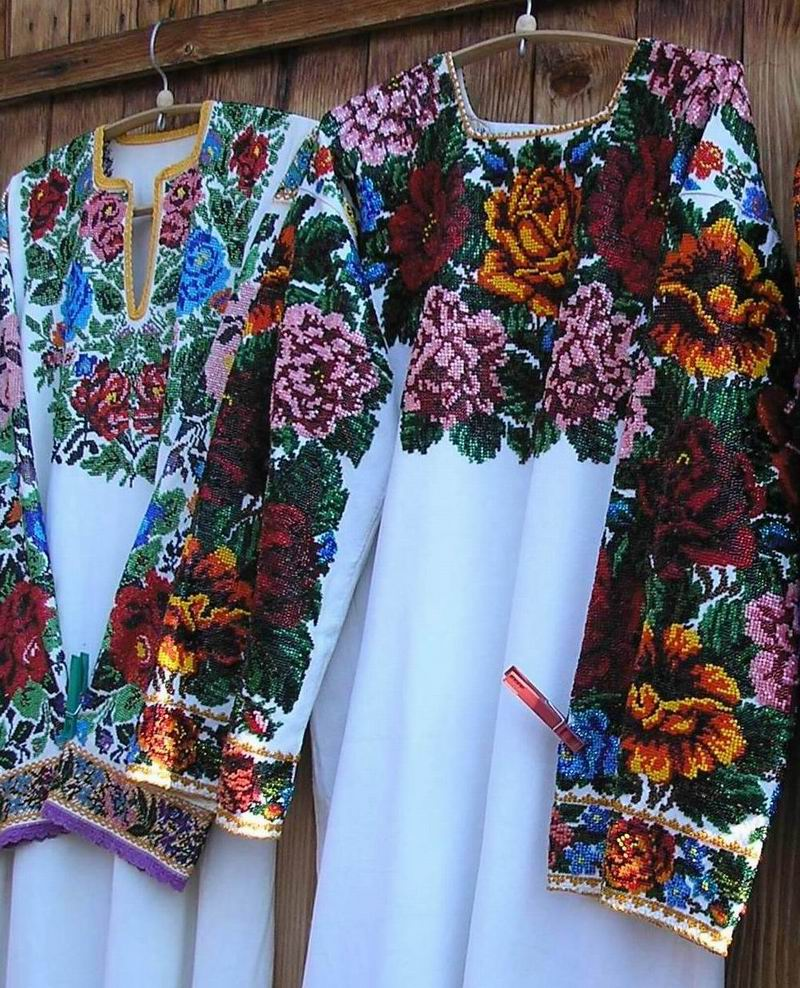
Гуцульська весільна сукня, прикрашена бісером.

Вишиванка-фест 2012. Виставка робіт міського Будинку науково-технічної творчості школярів. Бісер.

Бі́сер (від араб. бусра — «штучні перли», через тюркське посередництво) — дрібні різнобарвні круглі або багатогранні скляні чи металеві зерна з наскрізним каналом.

## Інші назви
Також вживають ще такі назви: пацьо́рки, пацюрки (від пол. paciorki < лат. pater), цятки (від д.-рус. цѧта, пор. «цята»), маніста (від «монисто»), лєлєльки, лелітки (від леліти — «виблискувати»), коральки, коралики (від коралі), дьондятка, дьондя (від угор. gyöngy), дробенька.

## Історія
Бісер вперше почали використовувати у Стародавньому Єгипті.
Близько 1-го ст. до н.е. бісер почали виготовляти в Римській імперії разом з іншими скляними виробами. Саме тоді виник стеклярус (склярус), який виготовляли способом надування скляних предметів через тонку трубку.
На початку н.е. бісер почали виготовляти у Венеції, де секрет його виробництва прирівнювався до державної таємниці. У 1221 році центр виробництва бісеру був перенесений до міста Мурано, де згодом почали виготовляти муранське скло. З кінця ХІІІ ст. бісеровиробництво в Мурано розпалося, частина майстрів роз'їхалась в інші країни, такі як Німеччина та Франція, де продовжували їхню справу. Венеція тривалий час залишалась центром виробництва бісеру. В Європі проводились ярмарки бісеру.
На території України став відомий з часів Київської Русі та набув особливого поширення у 18-19 ст. Прикрасами з бісеру оздоблювали головні убори, вплітали в коси, носили їх на шиї, руках, виготовляли сумочки, гаманці, картини, прикрашали меблі тощо. Носили прикраси з бісеру по-різному: в одних селах тільки жінки, в інших — і молодиці, і дівчата; ними прикрашали чоловічі капелюхи, дівочі весільні головні вбори та сукні. На Буковині і тепер бісером оздоблюють, гаптують, вишивають народний одяг. З бісеру також виготовляють ґердани.

## Різновиди бісеру
Типологія бісеру здійснюється за такими ознаками: покриття поверхні, матеріали для виготовлення, виробничий процес, місце виготовлення, форма та розмір бісерин.
Проте єдиного підходу щодо вибору категорій нема ще й досі. Великою мірою така невизначеність спричинена наданням самому поняттю «бісер» різних значень. У деяких мовах одне слово поєднує в собі обсяг значень українських відповідників «намистина», «перлина», «бісерина» і т. д. В Україні бісером називають дрібні намистинки з прозорого чи кольорового скла (іноді з металу чи пластмаси) з отворами для нанизування.
Бісер класифікується за:

### За місцем виготовлення
Японія, Тайвань, Чехія, Китай, Індія та Туреччина. Тайванський, китайський та турецький бісер — займає сегмент недорогого матеріалу; Чехія пропонує найбільший асортимент; японський бісер — вважається найякіснішим. До поняття якості бісеру відносяться, в першу чергу, його ступінь стійкості до сонячних променів, засобів побутової хімії, взаємодія зі шкірою та одягом людини.

### За ступенем обробки (покривом)
Прозорий — це бісер, виготовлений з повністю або ж частково прозорого матеріалу. Крізь нього чітко видно нитку. Прозорий бісер має бути одним із найдешевших, оскільки виготовлення не вимагає широкого залучення виробничих процесів. В скло «вплавляється» колірний пігмент, який захищає бісер від втрати зовнішньої краси: вигоряння на сонці і втрати кольору під час впливу хімічних засобів. Прозорий бісер є основним, на його основі виготовляється великий асортимент. Іноді такі намистинки покривають блиском, що надає йому «мокрого» ефекту.
Непрозорий — бісер, виготовлений із непрозорого скла. Як і прозорий, вважається одним із найдешевших видів бісеру. Стійкий до потрапляння сонячного світла, не втрачає свою красу при потраплянні на нього побутових засобів для чищення.
Внутрішнє сріблення — бісер виконаний з кольорового скла з посрібленою серединою, він має надзвичайний блиск. Бісер з округлим отвором сяє м'якше, ніж бісер з квадратним отвором.
Прозорий бісер з «бензиновим» покриттям. Його покриття нагадує переливи на бензиновій плівці. Бісеринки можуть різнитись одна від одної за кольором. Переливи покриття бісеру створюють складну багатокольорову гаму. Покриття може бути матовим або глянцевим.
Прозорий з зафарбованою серединою — пофарбований зсередини бісер найрізноманітніших кольорів. Робиться з простого прозорого скла. Бісер зовсім не втрачає свій колір при взаємодією з одягом або шкірою, адже він забарвлений зсередини. Але в роботі бісер все ж проявляє свій складний характер: він не любить тривалого перебування у воді і впливу сонячних променів, не терпить багаторазового використання — фарба в отворі стирається. Однак, попри ці зауваги, прозорий бісер з фарбованою серединою дуже гарний в готовому виробі.
Прозорий кольоровий бісер з кольоровою серединою і блискучим покриттям. Дивовижний бісер з подвійним кольоровим ефектом. Наприклад, жовтий прозорий бісер з помаранчевою фарбованою серединою.
Металік — непрозорий бісер з покриттям різних відтінків металу. Може стиратися в процесі носіння виробу.
Глазурований непрозорий бісер має широку колірну гаму, може бути матовим або блискучим. Але з часом глазур стирається під впливом води і сонця, а також при взаємодії з тілом, тому намагайтеся використовувати цей бісер для вишивання картин.
Гематитовий (графітовий) бісер має темно-сірий колір з блиском, схожий на гематитовий камінь.
Тертий напівпрозорий бісер має шорстку, ніби терту матову поверхню. Такого ефекту досягають механічним шляхом або витравлювання кислотою.
Смугастий скляний бісер отримують шляхом вплавлення кольорових смуг, які ніколи не підведуть вас при пранні і носінні.
Хамелеон. Назва говорить сама за себе: такий бісер може змінювати свій колір залежно від оточення та освітлення.
Мармуровий або меланжевий бісер має нерівномірно пофарбовану поверхню. Навряд чи ви знайдете дві мармурові бісерини з однаковим малюнком. Такий бісер нагадує натуральні камінці.
Шовковий — бісер із ніжними пастельними переливами приємних «зимових» відтінків
Бісер покритий дорогоцінними металами — зовні і зсередини має досить стійке до зовнішніх подразників покриття з золота, паладію або нікелю.
Це не повний перелік можливих видів цього матеріалу, існують проміжні варіанти або поєднання ознак, наприклад, окрім прозорого і непрозорого — є напівпрозорий бісер.
Матовий-без програшний варіант для ніжної фігурки він не прозорий мов запотіле скло а ще е матовий прозорий.

### За формою
- круглий;
- прямокутний;
- краплеподібний;
- зі зміщеним до краю отвором;
- з ритуванням під форму кристала (богемський бісер);
- склярус (у вигляді трубочок довжиною 5-7 мм);
- січка, рубаний склярус (короткі трубочки).

### За розміром
Особливість визначення розміру бісеру полягає в тому, що, чим більша цифра калібру, — тим дрібніші намистинки. Така нумерація з'явилася давно. Найдрібніший бісер позначили — 0, але виробництво розвивалося, з'являлися все менші і менші калібри, і до них все приєднували і приєднували нулі. Зрештою, підрахунок став незручним і тому його замінили наступною системою: розмір калібру 00000000 перетворили у 8/0 (вісім нулів).
Хоча система і визнана загальною, краще використовувати бісер потрібного калібру від одного виробника під час однієї роботи, так як бісер різних виробників з однаковим калібром може різнитися

## Найдавніший бісер
В Єгипті знайшли найдавнішу намистину, якій 5,4 тис. років. Проте винахідниками першого прозорого скла вважають фінікійців.

## Цікаві факти
- В Німеччині існує автомобіль, який повністю покритий бісером.
- Перша майстерня з виготовлення бісеру на Русі, стеклярусу була відкрита Ломоносовим у вісімнадцятому столітті. Прикрасу з нього мали право носити тільки члени царської сім’ї. У стародавні часи бісер виступав грошовою одиницею. Ця властивість збереглася досі. Адже умільці із задоволенням обмінюють свої гроші на упаковки з гарним бісером.
- Генерал Кутузов мав трубку, чубук якої був покритий орнаментом, виконаним з бісеру.
- Стіни одного з кабінетів палацу Оранієнбаум (Китай) декоровані панно, виконаними з стеклярусу. При дворі імператриці служила актриса, яка після того, як закінчила кар’єру, стала займатися рукоділлям. Жінка зібрала декількох помічниць за допомогою яких були створені ці унікальні картини, названі в її честь de Chene.
- При прийомі на роботу на азійські підприємства з виробництва рідкокристалічних моніторів, претендентів перевіряють за допомогою бісеру. Деяку кількість матеріалу розсипають на поверхні і пропонують майбутнього співробітника зібрати їх за допомогою дерев'яних паличок. Тест дає можливість визначити моторику рук, швидкість і кмітливість людини.
- У Південній Кореї померлих родичів кремують, а з отриманого праху виготовляють бісер. Для цього прах необхідно розплавити в спеціальній печі. Він кристалізується і після цього з нього виготовляють бісер.
- Жінки африканського племені ндебеле славляться як вправні майстрині бісероплетіння. До них їдуть туристи з усього світу, бажаючи придбати надзвичайно гарні вироби з бісеру. Для продажу майстрині виготовляють все, що завгодно. Але для себе – це вироби, які символізують приналежність до племені. Вага прикрас, які вони зазвичай носять може досягати 25 кілограм.
- Вироби з бісеру в Стародавньому Єгипті наділяли магічними властивостями. Кожна прикраса щось символізує. Коло – це вічність, хрест пов’язують з життям, зображення скарабея символізує відродження після смерті.[10]
- Вироби з бісеру вражають своєю красою. Самі ж умільці не стануть заперечувати, що, працюючи з таким матеріалом помітно заспокоюється нервова система, тренується моторика і кмітливість.